# Гашимбеков, Алияр-бек
Алияр-бек Мехтиевич Гашимбеков (8 марта 1856, Баку — 29 мая 1920, Баку, о. Наргин) — российский и азербайджанский государственный и военный деятель, генерал-майор.

## Начало военной карьеры
Родился 8 марта 1856 года. Вероисповедания магометанского. В службу вступил 23 августа 1873 года юнкером рядового звания в Павловское военное училище, затем обучался в Михайловском артиллерийском училище. 16 апреля 1878 года выпущен подпоручиком в 21-ю артиллерийскую бригаду. 18 декабря того же года произведён в поручики.

## Военно-административная деятельность
В январе 1882 года назначен исполняющим дела Чылдырского пристава с состоянием по полевой легкой артиллерии. С 6 февраля того же года Хоросанский пристав. С 13 марта Чалдырский пристав. 15 мая 1883 года произведён в штабс-капитаны. 7 июля назначен начальником Саганлугского участка Карсского округа.
C 19 декабря 1883 года младший помощник, а с 8 ноября 1884 года старший помощник начальника Карсского округа. 30 августа 1884 года произведён в капитаны. В 1889 году награждён орденом Св. Станислава 3-й степени. 2 марта 1892 года произведён в подполковники. В 1894 году награждён орденом Св. Анны 3-й степени, а в 1895 году получил орден Св. Станислава 2-й степени.
С 9 марта 1896 года начальник Ардаганского округа. В 1898 году награждён орденом Св. Анны 2-й степени. С 4 марта 1899 года начальник Кагызманского округа.
6 декабря 1901 года произведён в полковники. В 1904 году награждён орденом Св. Владимира 4-й степени. 26 мая 1908 года помощник военного губернатора Карсской области. 6 декабря 1908 года произведён в генерал-майоры.
В 1911 году удостоен ордена Св. Владимира 3-й степени.
14 июля 1913 года высочайшим приказом генерал-майор Гашимбеков был уволен от службы за болезнью генерал-лейтенантом, с мундиром и пенсией. С того же времени почётный мировой судья.

## Первая мировая война
21 июня 1916 года высочайшим приказом был вновь определён на службу прежним чином генерал-майора с назначением командиром 3-й Кавказской обозной бригады и зачислением по армейской пехоте.

## Служба в АДР
После провозглашения Азербайджанской демократической республики генерал Гашимбеков был назначен губернатором Закатальской губернии. 16 марта 1919 года постановлением правительства он был назначен генерал-губернатором Юго-Западного Азербайджана.
C середины 1919 года генерал Гашимбеков служил в армии АДР в должности начальника Интендантского управления. Был уволен со службы по болезни 19 февраля 1920 года. Расстрелян 29 мая 1920 года.

## Награды[8][9]
Орден Св. Станислава 3-й степени (1889)
Орден Св. Анны 3-й степени (1894)
Орден Св. Станислава 2-й степени (1895)
Орден Св. Анны 2-й степени (1898)
Орден Св. Владимира 4-й степени (1904)
Орден Св. Владимира 3-й степени (1911)